# Libres Cahiers pour la psychanalyse
Les Libres Cahiers pour la psychanalyse est une revue scientifique d'orientation psychanalytique éditée de 2000 à 2014. 30 numéros ont été publiés. 

## Historique
La revue, publiée sous les auspices de l'Association psychanalytique de France, était dirigée par Catherine Chabert et Jean-Claude Rolland et éditée par un collectif indépendant, qui a reçu des auteurs comme André Green, Didier Anzieu, Jean-Luc Donnet, ou Salomon Resnik. L'un de ses objectifs était de favoriser la communication entre psychanalystes d'écoles différentes. Les différents numéros thématiques étaient spécifiquement centrés sur la souffrance psychique et les moyens de l'aborder avec la psychanalyse, abordent des thèmes comme la mélancolie, le féminin, la culpabilité, le rêve, la jalousie, etc.  Les responsables de la revue organisaient des colloques réguliers, dont les contenus étaient publiés. Les trente numéros de la revue sont accessibles par le portail Cairn.info.